# NGC 4414
NGC 4414は、かみのけ座の方角に地球から約6200万光年の位置にある非棒渦巻銀河である。羊毛のような短い断片からなる羊毛状渦巻銀河であるが、グランドデザイン渦巻銀河のような明瞭な構造は持たない。1974年、超新星SN 1974Gが観測され、続いて2013年6月7日にはSN 2013dfが観測された。
1995年には、銀河までの距離を測るミッションの一環としてハッブル宇宙望遠鏡によって撮影され、1999年には再びハッブル・ヘリテッジ・プロジェクトの一環として撮影された。現在でも、ケフェイド型変光星の研究対象として用いられている。若い恒星の星形成が続いており、絶対等級-10程度の高光度青色変光星を含むため、外腕は青色に見える。
また、NGC 4414は孤立した銀河であり、過去に相互作用をした形跡もない。また、スターバースト銀河でもないのに高密度で原子や分子に富んでおり、見かけ上の円盤は拡大している。
NGC 4414はComa I Group(直訳するとかみのけ座I銀河群)に属し、おとめ座銀河団に近い。